# بولتون
latitudeبولتونlongitudeبولتون

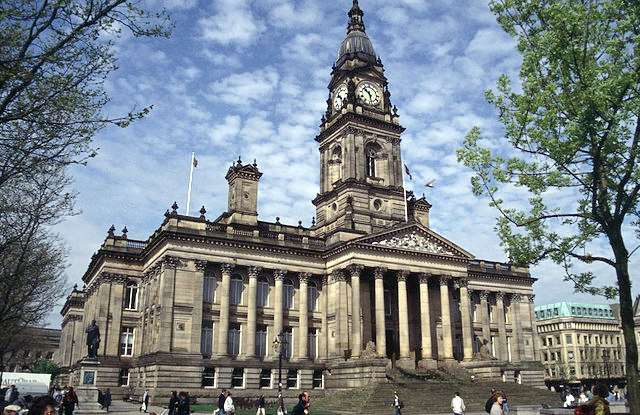
بولتون.

بولتون () (به انگلیسی: Bolton) یکی از شهرهای منچستر بزرگ در شمال غرب انگلستان است. این شهر در ۱۶ کیلومتری شمال غرب منچستر واقع شده‌است. این شهر در میان چندین شهر و روستای کوچکتر احاطه شده‌است که در مجموع به عنوانمحدوده کلان‌شهر بولتون نامیده می‌شوند که در این میان بولتون مرکز حکومتی این مجموعه به حساب می‌آید. جمعیت این شهر ۱۳۹٬۴۰۳ نفر و جمعیت کلان‌شهر ۲۶۲٬۴۰۰ نفر می‌باشد.